# Lola Cueto
María Dolores Velázquez Rivas, coneguda pel seu pseudònim artístic "Lola" Cueto (Azcapotzalco, 2 de març de 1897 – Mèxic D.F., 24 de gener de 1978) va ser una escriptora, dramaturga, pintora, impressora, dissenyadora de marionetes, i marionetista mexicana. Va ser molt coneguda pel seu treball en el teatre infantil, creant jocs, titelles i companyies de teatre, per realitzar peces amb finalitats educatives. Cueto va prendre el seu cognom del seu espòs Germán Cueto, amb qui va tenir dues filles, una de les quals va anar l'artista, dramaturga i titellaire Mireya Cueto. La major part de l'interès artístic de Cueto estava relacionat amb artesanies i art folklòric mexicà, i la creació de pintures sobre el tema o la creació d'obres tradicionals com a tapissos, paper picat, joguines tradicionals mexicans.